# 静岡郵便局
静岡郵便局（しずおかゆうびんきょく）は、静岡県富士市大淵にある郵便局である。
一般客向け窓口・ATMのないタイプの郵便局（地域区分局）として、2017年2月6日に開局した。

## 概要
- 住所：静岡県富士市大淵字市十窪2570-1

新東名高速道路新富士インターチェンジ東側に位置する。
静岡県東部・中部の郵便番号には主に県東部を対象とする「41X-XXXX」と主に県中部を対象とする「42X-XXXX」という2つの大きな区分が存在し、前者のエリアは沼津郵便局が、後者のエリアは静岡南郵便局が、それぞれ地域区分局として管内の郵便物等の取りまとめ、対外発送を担当していたが、これを集約し静岡県東部・中部の郵便・ゆうパックの区分を行う地域区分専用局として当局が新設された。一般客向けの窓口などは「ゆうゆう窓口」も含め開設されておらず、また郵便ポストの設置もない。仕分け業務に特化した郵便局としては、2015年に開局した東京北部郵便局（埼玉県和光市）、2017年1月30日に開局した山口郵便局（山口県山口市）に次いで全国3例目である。
開設当初は沼津郵便局の地域区分業務が移管され、静岡南郵便局の地域区分業務は2017年3月6日に移管された。
上述の静岡県東部・中部の郵便局管内の郵便ポストに投函された普通郵便（速達含む）およびスマートレターなど、追跡番号のない郵便物は、当局の消印となる（窓口に直接差し出されたものはこの限りではない）。

## 取扱業務
- 郵便番号が41・42で始まる地域発着の全郵便物・ゆうパック類の差出・仕分け

### 地域区分受持区域
- 静岡県東部・中部